# Thunbergia bancana
Thunbergia bancana är en akantusväxtart som beskrevs av Cornelis Eliza Bertus Bremekamp. Thunbergia bancana ingår i släktet thunbergior, och familjen akantusväxter. Inga underarter finns listade i Catalogue of Life.